# Parmaturus xaniurus
Espèce
Répartition géographique
Statut de conservation UICN

 LC  : Préoccupation mineure
Parmaturus xaniurus est une espèce de requins.